# Turniej Dudziarzy Wielkopolskich

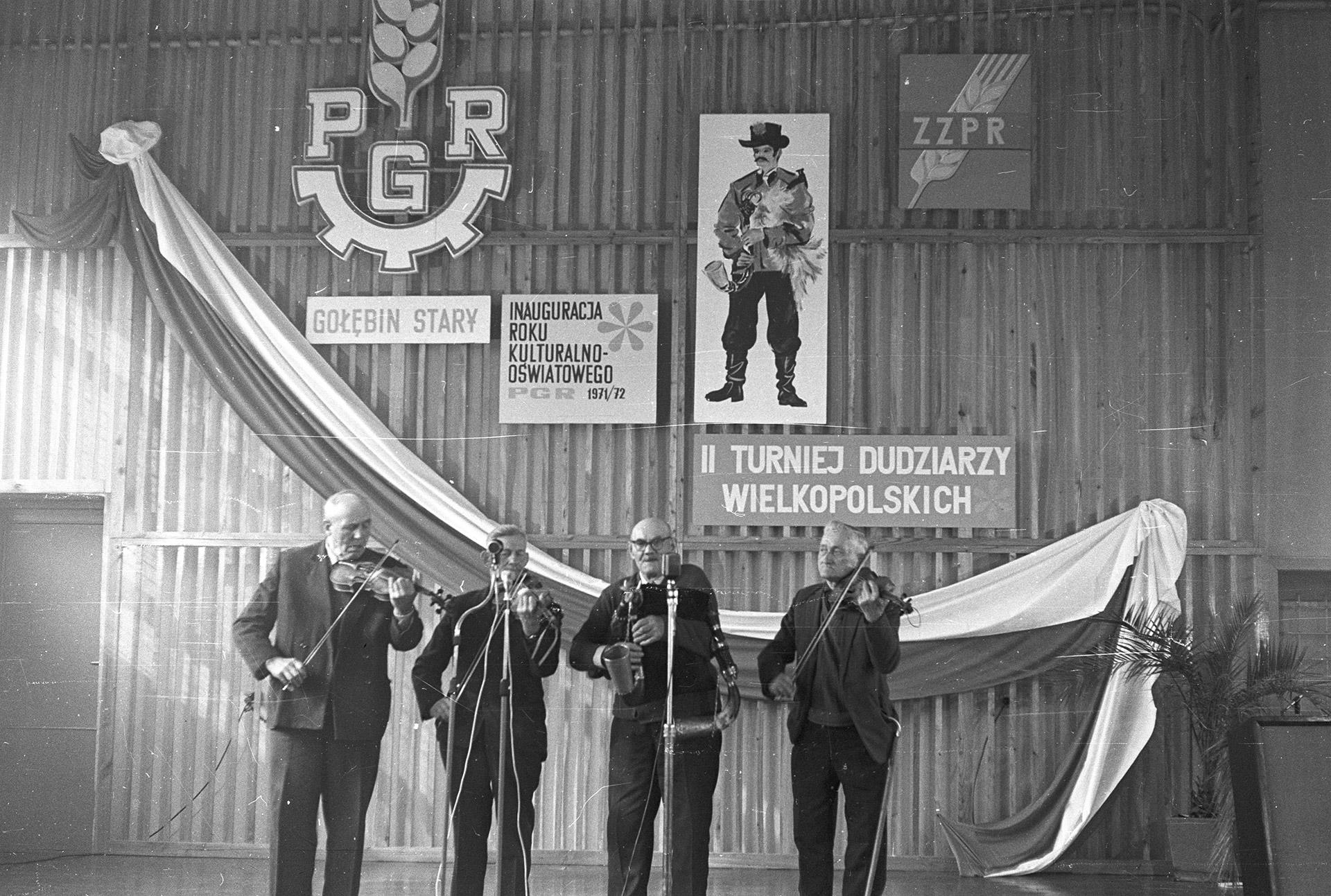
Koncert w trakcie II Turnieju Dudziarzy Wielkopolskich w Gołębinie Starym w 1971 r.

Turniej Dudziarzy Wielkopolskich - impreza muzyczna odbywająca się od 1970, której głównym celem jest zachowanie spuścizny kulturowej, związanej z grą na tradycyjnych dudach, a także integracja środowiska dudziarskiego z Wielkopolski, przy udziale muzyków z Polski i Europy.
Obecnie na Turniej składa się seria koncertów w Kościanie i Czempiniu, warsztaty kapel dudziarskich, dudziarska Msza Święta w Starym Gołębinie i ogrywanie pomnika skrzypka i dudziarza tamże. Głównymi organizatorami są Kościański Ośrodek Kultury i Gmina Czempiń. Od 2007 program Turnieju trwa dwa dni. Impreza rozgrywana jest we wrześniu. Początkowo areną Turnieju była sala sportowa w Starym Gołębinie. 
Od 2000 do udziału zapraszani są goście spoza Wielkopolski. M.in. udział wzięli Kwartet Jorgi (2005), kapela Ziele (2006), Balkan Serdah (2007), Kapela Góralska Torka z Cieszyna, zespół Mazowsze (2010), Andrzej Dziubas z Zakopanego, czy zespół Sarakina z Białegostoku. Gwiazdą XXIII Turnieju był m.in. mistrz dud szkockich Lindsay Davidson. 
Inicjatorem rozwoju idei Turnieju w latach 70. XX w. byli Jan Jerzyniak, Adam Grabowski, Jan Kościański (PGR Stary Gołębin), Franciszek Binkowski, Władysław Adamczak (Lubosz) i Jerzy Dabert (Pałac Kultury w Poznaniu). Pomoc merytoryczną sprawowali m.in. prof. Jadwiga Sobieska, prof. Bogusław Linette oraz pasjonat dud - Kazimierz Budzik. Jako prezenter wystąpił m.in. Wojciech Siemion (1979).
Z Turniejem związany jest pomnik dudziarzy w Starym Gołębinie, odsłonięty w 1979 i ponownie w 1993 (Jerzy Sowijak) oraz później po raz trzeci (Marian Maliński). Obiekt przedstawia dudziarza i skrzypka. W Gołuchowie znajdują się natomiast malowidła przedstawiające dudziarzy związanych z Turniejem.